# Ostrița, Smolean
Ostrița (în bulgară Острица) este un sat în comuna Cepelare, regiunea Smolean,  Bulgaria. 

## Demografie
Componența etnică a satului Ostrița
     Bulgari (91,3%)
     Nicio identificare (8,69%)
     Altele (0%)
La recensământul din 2011, populația satului Ostrița era de 46 locuitori. Din punct de vedere etnic, majoritatea locuitorilor (91,3%) erau bulgari. Pentru 8,69% din locuitori nu este cunoscută apartenența etnică.